# 田中平八

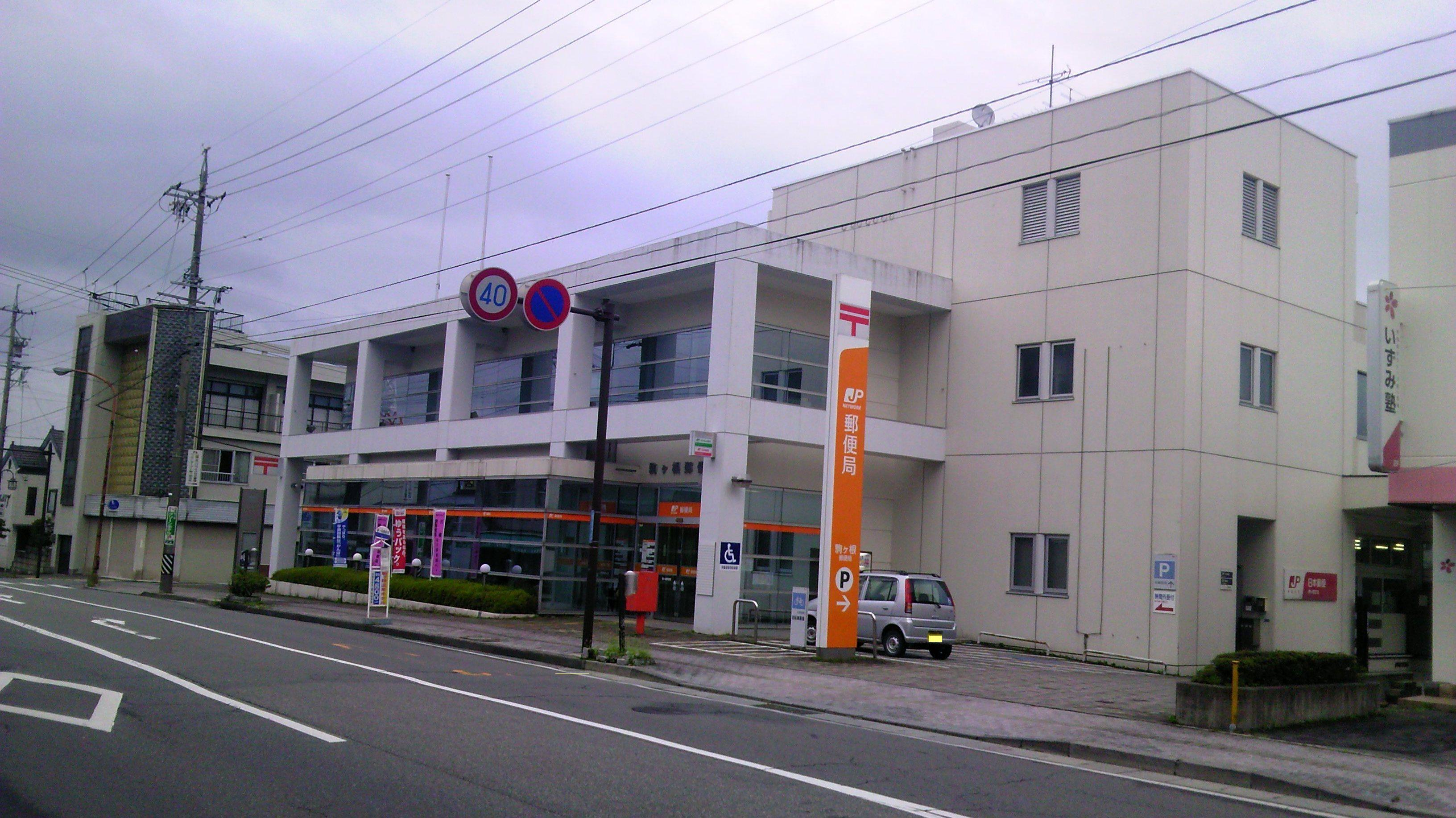
駒ヶ根郵便局（長野県駒ヶ根市）。出入口脇に出生地を示す石碑が建つ。

田中 平八（たなか へいはち、1834年8月15日（天保5年7月11日） - 1884年（明治17年）6月8日）は、幕末・明治の相場師・実業家。開港直後の横浜を舞台に生糸・洋銀などの相場で大きな財を成して「天下の糸平」と称した。本姓は藤島。幼名は釜吉。名は政春。

## 経歴
信濃国伊那郡赤須村（三州街道赤須上穂宿、現在の長野県駒ヶ根市）で藤島卯兵衛と妻・さとの間に生まれる。生家は資産家であったが米と綿相場で失敗し没落。三男であった釜吉は1845年（弘化2年）に飯田城下の魚類雑貨商・万屋に丁稚奉公に出された。1848年（嘉永元年）には魚屋として独立しようと三両を手に名古屋へ出たが失敗、郷里に戻る。父・卯兵衛に金を工面してもらい大阪へ出ると、米相場に手を付けたがこれも失敗し再び郷里へと帰った。1852年（嘉永5年）に飯田桜町の染物屋、藍屋の一人娘・はると結婚して田中家の婿養子となると、名を平八と改めた。平八は1859年（安政6年）に妻と長女・とらを残して藍屋を飛び出すと、この年開港した横浜へ向かった。1863年（文久3年）には四日市から横浜に茶を運ぶ途中に船が難破し全財産を失う。
江戸の練兵館・斎藤弥九郎の門下生となり、清河八郎や佐久間象山らと交わったという話もあり、1864年（元治元年）には水戸の天狗党の乱に参加、捉えられ小伝馬町に投獄されたとされる。この投獄によって剣に生きることは諦め、商売に生きることを決意したという。
出牢後は横浜で車夫をした後、大和屋三郎兵衛のもとに身を寄せて生糸売込みの他、当時横浜で盛んだった洋銀の売買を始めた。1865年（慶応元年）田中和助の養女・だいと結婚。同年7月、洋銀で大きな儲けを得た平八は横浜の南仲通二丁目に「糸屋」の屋号で両替商として店を開いた。商売での大損や火事もあったが、その度奮起した平八は再び巨利を得て横浜有数の豪商となり「天下の糸平」を称した。1867年（慶応3年）には故郷に凱旋し先祖の法要を行うと共に地元の旧恩に報いるため大規模な宴席を設けた。
また1868年（明治元年）に南仲通二丁目の自分の家を貸して他の両替商らと共に洋銀相場会所を開く。1872年（明治5年）には横浜金穀相場会所を設立し頭取となった。その後、相場師の諸戸清六、今村清之助らと組んでイギリス人や清国人の商人を相手に仕手戦を仕掛けるが、負けそうになったことから偽札を作り見せ金とすることによって勝利。後日これが露見し横浜の商売から手を引くことになった。
1876年（明治9年）に東京で田中組（後の田中銀行）を創立。1878年（明治11年）に渋沢喜作（渋沢栄一の従兄）を発起人として東京株式取引所を設立し、同時に大株主となる。1883年（明治16年）に東京米商会所（後の東京米穀取引所、現在の東京穀物商品取引所）の初代頭取に就任。この米商会所の株式を上場。これも仕手戦と化し、田中は大儲けしたという。その後病気となり熱海で療養の際には私財を投じて熱海までの水道・電話線を架設した。1884年（明治17年）6月没。墓所は横浜市良泉寺のほか多磨霊園にも墓碑がある。
1891年（明治24年）、東京都墨田区の木母寺に伊藤博文の揮毫による「天下之糸平」の石碑が建立。1915年（大正4年）に従五位を遺贈された。「相場は騎虎の勢い」が座右の銘であり、長女の名前も「とら」。横浜ではお倉という女将に富貴楼という料亭を持たせた。この料亭には伊藤博文や大久保利通、井上馨など政財界の大物が数多く通い、明治の政治の舞台裏となったとされる。

## 親族
- 田中菊次郎 - 平八の長女・とら（1857年生）[注 2]と結婚した入婿で、糸平不動産や田中鉱山（後の田中鉱業）を興した。旧姓は北村。家業の経営一切を担っていた1887年夏に急逝。
- 田中銀之助（1873年生）- 菊次郎の長男。エドワード・B・クラークと共に日本にラグビーを伝えた。日本ラグビー協会初代名誉会長。
- 二代目 田中平八（1866年生）- 平八の長男・洋之助。父の死後、二代目を襲名した。妻の澄は男爵・福原實の長女。
- 田中平三郎（1871年生） - 平八の二男[注 3]。成島柳北の娘・つぎ子を妻としたが早世した[8][9]。
- 木村重太郎 - 平八の長女[注 4]泰子（たいこ、1874年4月生）の夫。木村利右衛門（利ェ門）の長男。武藏野鉄道取締役。
- 高田釜吉（1876年12月生）- 平八の三男。高田慎蔵の二女・雪子（1885年生）と結婚して高田家に入り高田商会を継いだ。タレントの髙田万由子は釜吉の曾孫。
- 倉知鉄吉 - 平八の二女・勝子（1878年9月生）の夫[11]。外務次官、貴族院勅選議員。
- 横田孝之輔（1883年8月生）- 平八の四男、横田あさの養子となる[12]。